# Padajaya (Wado)
Padajaya is een bestuurslaag in het regentschap Sumedang van de provincie West-Java, Indonesië. Padajaya telt 2395 inwoners (volkstelling 2010).